# Hufvudsköld
Hufvudsköld var en svensk adelsätt, som adlades den 10 september 1650 med Göran Henriksson.
Ätten utslocknade i början av 1800-talet.